# Skwal
Le skwal est un des sports de glisse dérivés du ski. Ce sport porte le nom de la planche utilisée pour celui-ci. Elle est similaire à un snowboard ou un monoski en ce que les deux pieds sont attachés à la même planche. La particularité de la position de skwal tient au fait que les deux pieds sont l'un devant l'autre, sur une ligne suivant la direction de la planche. Cela diffère de la position sur un snowboard (où les pieds sont en travers de la direction de la planche) et sur un monoski (où les pieds sont côte à côte). Contrairement au snowboardeur, le skwaleur est de face sur sa planche, ce qui le rapproche plus de la position du skieur. Il s'agit donc bien d'un sport tout à fait à part.

## Histoire

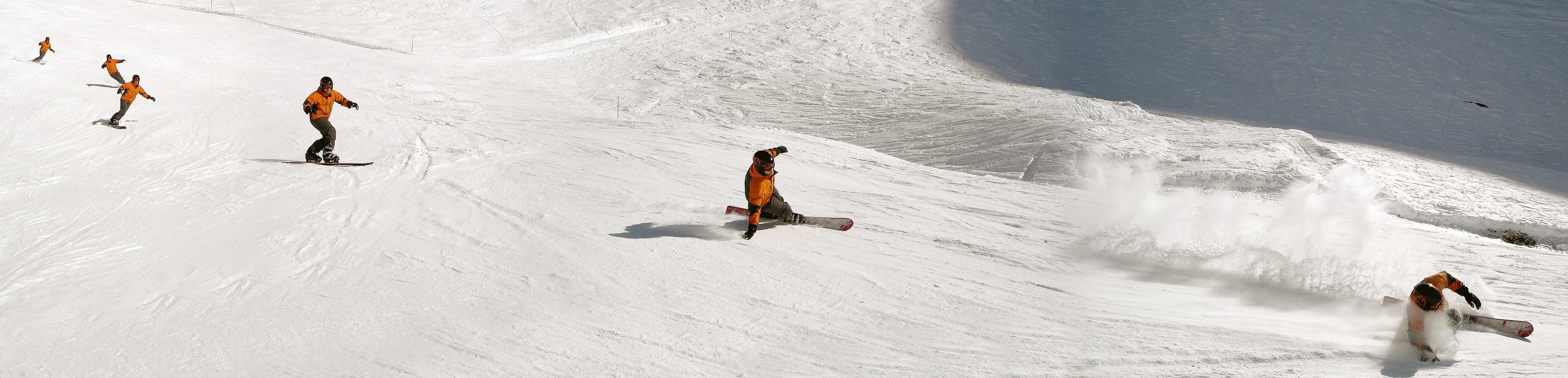
Décomposition d'un virage coupé en skwal.

Le skwal est inventé en 1989 par deux moniteurs de ski français Patrick « Thias » Balmain et Manuel Jammes à Valfrejus. Le premier prototype est apparu en 1992. Ils l'envisagent alors comme un moyen de proposer des sensations différentes de celles du ski et du snowboard, à une époque où les skis paraboliques commencent juste à apparaître. La société française Lacroix se montre intéressée, recrute Patrick Balmain, et se lance dans la production de planche sous la marque Skwal déposée en 1992 par Patrick Balmain. Quelques années plus tard, Thias quitte Lacroix et crée sa propre société de fabrication de planches skwal. Quelques autres fabricants de telles planches apparaissent ensuite,. 
Il semble que deux facteurs ont ralenti l'adoption du concept skwal par un grand nombre. On cite en général la réputation de difficulté qui entoure cette discipline, sans doute à cause de l'étroitesse de la planche. Mais le facteur le plus important est certainement l'apparition et la généralisation des skis paraboliques, qui permettent enfin aux skieurs de faire les fameux virages coupés autrefois réservés aux snowboardeurs et aux pratiquants de skwal. Cependant, malgré ces difficultés, le sport a su s'imposer dans le temps. En effet le nombre de pratiquants de skwal, quoique peu important, augmente chaque année. L'activité industrielle semble également stable, elle peut en effet compter sur un marché de niche fidèle,.

## Matériel
La planche de skwal est plus étroite qu'un snowboard ou même qu'un monoski. À l'instar des snowboards, les planches skwal sont des planches paraboliques. Ce sport utilise des fixations spécifiques. Elles sont assez proches des fixations de snowboard alpin. Les chaussures de snowboard alpin sont le type de chaussures le plus approprié à la pratique du skwal. Le skwal peut se pratiquer avec ou sans bâtons.

## Technique
Le skwal rappelle le monoski nautique avec lequel il partage le même positionnement des pieds. Il est à la fois accessible et performant. La planche permet en effet un déclenchement de virage très facile. Il s'agit principalement de carving (appelé également virages coupés), domaine dans lequel le skwal excelle (aux côtés de son cousin le snowboard alpin). Il permet en effet une prise d'angle très forte et donne au pratiquant une position très spectaculaire et élégante.
Le skwal se veut polyvalent dans tous les types de neige.
Pour un pratiquant régulier du ski ou du snowboard, la prise en main est très rapide.

## Rassemblements
La plupart des pratiquants de skwal se trouvent en Europe.
On en trouve également au Japon.
Aux États-Unis, un sport très proche du skwal est plus répandu que ce dernier : le teleboard. C'est un hybride entre le skwal et le télémark.
Des rassemblements sont organisés au cours de l'hiver avec des tests gratuits des nouvelles planches de la saison en cours.
Il y a également un championnat européen.